# Subscriptio
Quando si parla di subscriptio con riferimento ai testi delle costituzioni imperiali si fa riferimento alla parte finale del provvedimento, dove sono riportati la data ed il luogo di emissione del medesimo.
Anche Teodosio II, nella compilazione del proprio codice (il cosiddetto Codice teodosiano), inseriva all'inizio di ogni provvedimento la inscriptio e la subscriptio.